# J. D. McClatchy
Joseph Donald McClatchy, Jr. (* 12. August 1945 in Bryn Mawr, Pennsylvania; † 10. April 2018 in New York City) war ein US-amerikanischer Lyriker, Literaturkritiker und Hochschullehrer und seit 1991 der Herausgeber der Yale Review.

## Biographie
McClatchy studierte in Georgetown und Yale, wo er 1974 seinen Ph.D. erreichte.
McClatchy arbeitete als Professor für englische Literatur an der Yale University. Er war Mitglied der American Academy of Arts and Sciences sowie der American Academy of Arts and Letters. Sein Buch Hazmat wurde 2003 für den Pulitzer-Preis nominiert. McClatchy edierte die Serie Voice of the Poet für Random House Audio Books. Des Weiteren schrieb er Texte für Musikstücke, darunter acht opera libretti für Komponisten wie William Schuman, Ned Rorem, Lorin Maazel, Bruce Saylor, Lowell Liebermann und Elliot Goldenthal.
McClatchy erhielt Ehrungen und Auszeichnungen unter anderem von der American Academy of Arts and Letters, von der John Simon Guggenheim Memorial Foundation und der National Endowment for the Arts. 2000 bekam er den Connecticut Governor's Arts Award. Von 1996 bis 2003 war er Academy Chancellor der Academy of American Poets. Gemeinsam mit dem Hochschullehrer Stephen Yenser verwaltete er den Literaturnachlass von James Merrill (1926–1995).
McClatchy starb im April 2018 im Alter von 72 Jahren an den Folgen einer Krebserkrankung. Sein Lebenspartner war der Grafikdesigner Chip Kidd.

## Auszeichnungen
- 1999: Lambda Literary Award für Ten Commandments in der Kategorie Gay men’s poetry
- 2003: Lambda Literary Award für Hazmat in der Kategorie Gay men’s poetry

## Bibliografie
Poesie
- Division of Spoils: Selected Poems (Arc, 2003)
- Hazmat, Alfred A. Knopf (Random House, 96 Seiten, April 2004)
- Ten Commandments (Random House, Inc., 120 Seiten, Dezember 1999)
- The Rest of the Way (Knopf, 1992)
- Stars Principal (Macmillan, 1986)
- Scenes from Another Life (Braziller, 1981)

Literaturkritik
- American Writers at Home, Photographien von Erica Lennard, Library of America, 240 Seiten, Oktober 2004
- Twenty Questions, Columbia University Press, 200 Seiten, Februar 1998
- White Paper, (Columbia UP, 1989)

Als Editor
- The Vintage Book of Contemporary World Poetry, Random House, Inc, 654 Seiten, Mai 1996
- Christmas Poems, ediert von John Hollander und J. D. McClatchy, Random House, Inc, cloth, 256 Seiten, Oktober 1999
- Henry Wadsworth Longfellow: Poems and Other Writings (Library of America), Library of America, 854 Seiten, August 2000
- Bright Pages: Yale Writers, 1701–2001, Yale University Press, 540 Seiten, April 2001
- Love Speaks Its Name: Gay and Lesbian Love Poems, Random House, Inc, 256 Seiten, May 2001
- Poems of the Sea, Random House, Inc, 256 Seiten, November 2001
- Collected Poems von James Merrill, ediert von Stephen Yenser und J. D. McClatchy, Alfred A. Knopf: Random House, 912 Seiten, November 2002
- The Vintage Book of Contemporary American Poetry, Zweite Ausgabe, Vintage Books: Random House, 736 Seiten, April 2003
- Allen Ginsberg: The Voice of the Poet, Random House, Inc, März 2004
- Frank O'Hara: The Voice of the Poet, Random House, Inc., März 2004
- W.H. Auden: The Voice of the Poet, Random House, Inc., März 2004
- Horace, the Odes: New Translations by Contemporary Poets von Horace, editiert von J. D. McClatchy und Nicholas Jenkins, Princeton University Press, 320 Seiten, April 2005
- Poets of the Civil War, Library of America, 250 Seiten, April 2005
- The Changing Light at Sandover: A Poem by James Merrill, ediert von J. D. McClatchy und Stephen Yenser, Alfred A. Knopf: Random House, 608 Seiten, Februar 2006